# ウィリアム・ウッド (植物学者)
ウィリアム・ウッド（William Wood、1745年5月29日 – 1808年4月1日）は、イギリスのユニテリアンの牧師で、植物学者である。植物学の分野では、長老派の牧師、エイブラハム・リーズの編集した百科事典、Cyclopædiaの植物記事を執筆した。

## 生涯
ノーザンプトン近くのCollingtreeに生まれた。父ベンジャミン・ウッドはノンコンフォーミズム（聖俗の非順応主義）の牧師、フィリップ・ドッドリッジの教えを信仰した人物である。レスターシャーのMarket Harboroughの学校で学んだ後、1761年からデーヴィッド・ジェニングス（David Jennings）サミュエル・モートン・サベージ（Samuel Morton Savage）、アンドリュー・キピス（Andrew Kippis）、エブラハム・リーズ（Abraham Rees）のもとで牧師となる勉強を始めた。
1766年に、サフォークのDebenhamで最初の説教を行い、翌年、リンカンシャーのスタンフォードで牧師とたった。その後、ロンドンで説教を行い、サウスワークでリーズとともに叙階された。Ipswichでトーマス・スコットの助手を務めジョゼフ・プリーストリーとリチャード・プライスの推薦でプリーストの後をついでリーズで働いた。聖職者としては、非国教徒の公職就任を禁止した法律「審査法」（Test Act）のもとでの政治、教育の分野における不平等を解決するための努力したことで知られる。
聖職者として働くうちに、健康のために乗馬を始め、郊外をまわるうちに植物学に興味をいだいた。その知識は広く知られるようになり、
1802年から発行の始まった、エイブラハム・リーズの百科事典、（"Cyclopædia; or, Universal Dictionary of Arts, Sciences, and Literature"）の植物の記事を執筆した。